# Desmodium tortuosum
Desmodium tortuosum är en ärtväxtart som först beskrevs av Olof Swartz, och fick sitt nu gällande namn av Dc. Desmodium tortuosum ingår i släktet Desmodium och familjen ärtväxter. Inga underarter finns listade i Catalogue of Life.

## Bildgalleri

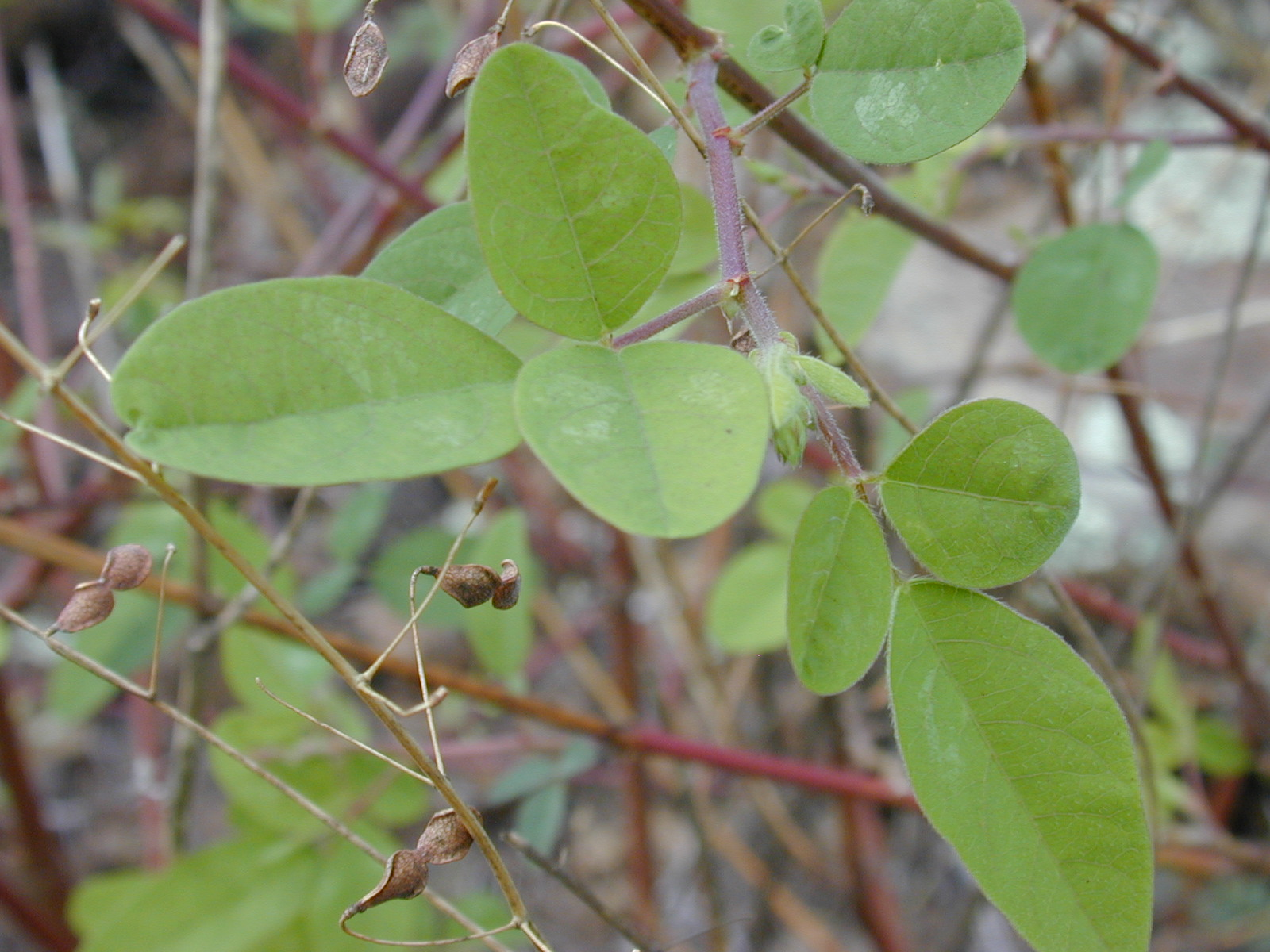
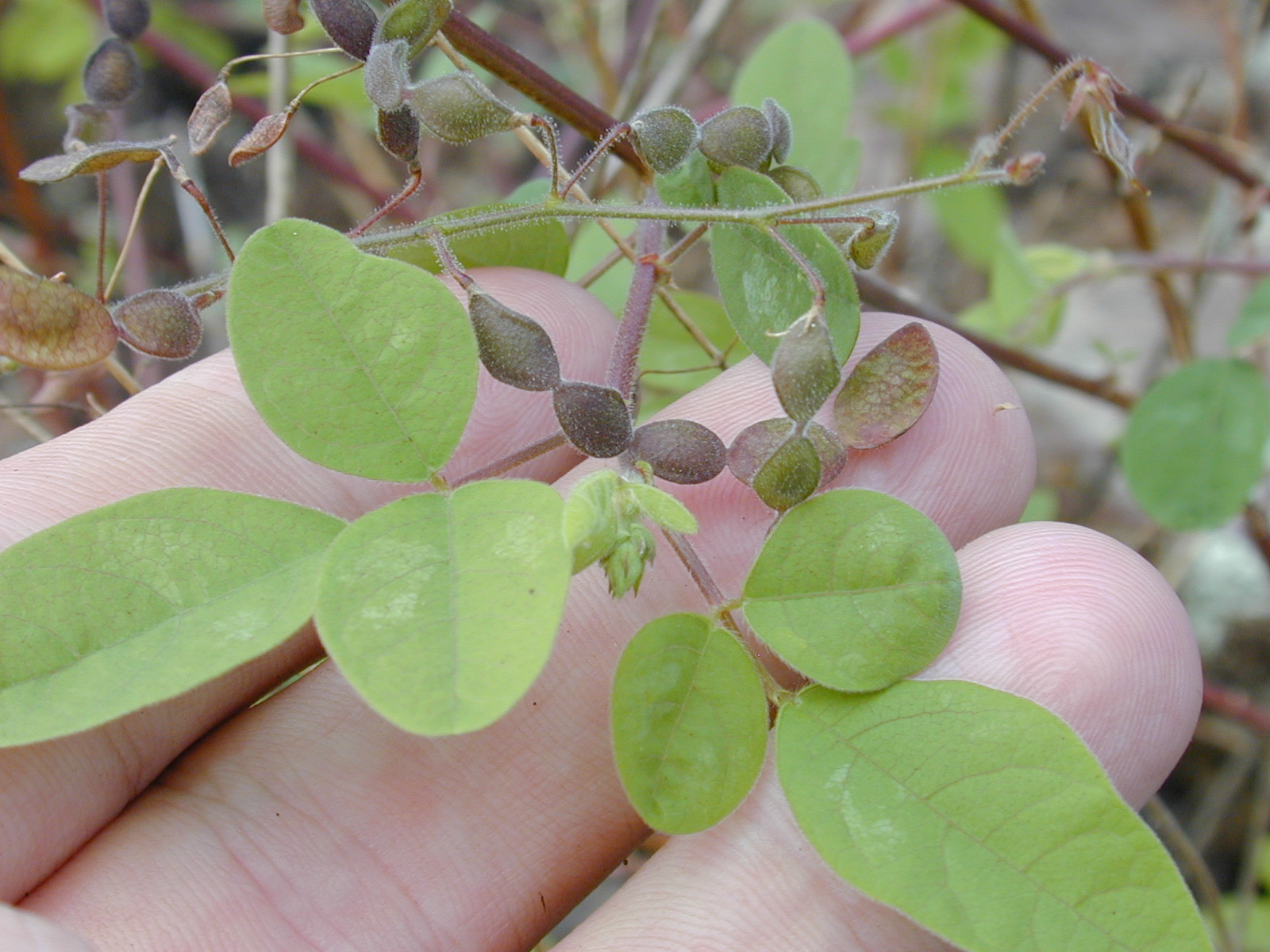
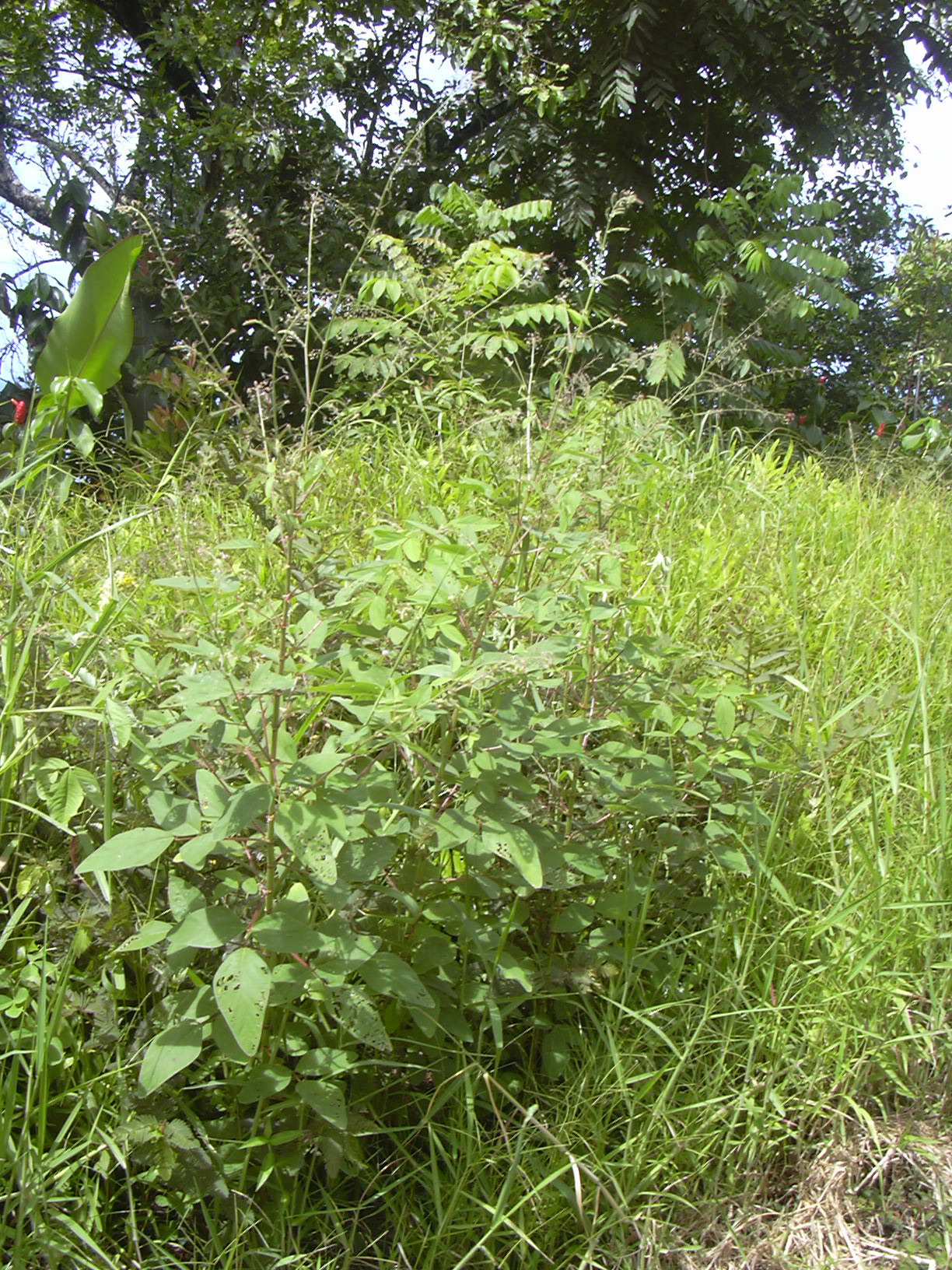
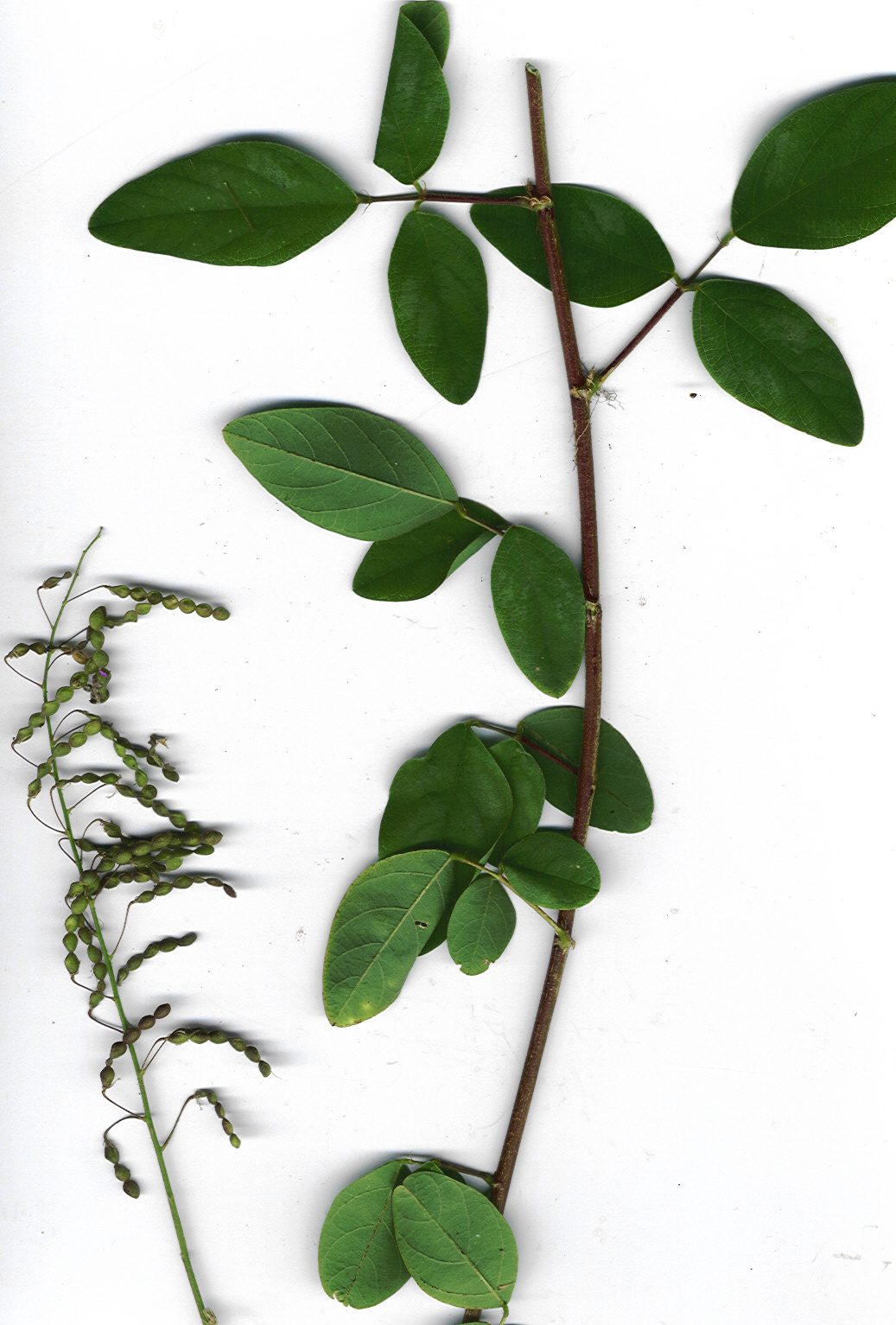